# Neuenhagen bei Berlin
Neuenhagen bei Berlin (letteralmente: "Neuenhagen presso Berlino", per distinguerla da un'omonima località sita presso Freienwalde) è un comune del Brandeburgo, in Germania. Appartiene al circondario del Märkisch-Oderland.

## Geografia fisica
Neuenhagen si trova a circa 20 km da Berlino, e 10 da Strausberg. Con la capitale è collegata tramite la linea S5 della S-Bahn.

Confina con Altlandsberg, Fredersdorf-Vogelsdorf, Hoppegarten, Schöneiche (nel circondario dell'Oder-Sprea) e Berlino. Quest'ultimo tratto di contiguità separa Hönow dal resto del comune di Hoppegarten.

## Società

### Evoluzione demografica
- Sviluppo della popolazione dal 1875 entro gli attuali confini (Linea Blu: Popolazione; Linea puntata: Confronto dello sviluppo della popolazione dello Stato del Brandenburgo; Sfondo grigio: Ai tempi del governo nazista; Sfondo rosso: Al tempo del governo comunista)
- Sviluppo recente della popolazione (Linea blu) e previsioni

| Anno | Abitanti |
| ---- | -------- |
| 1875 | 874      |
| 1890 | 1 129    |
| 1910 | 2 792    |
| 1925 | 5 732    |
| 1939 | 11 997   |
| 1946 | 11 656   |
| 1950 | 12 300   |
| 1964 | 13 008   |

| Anno | Abitanti |
| ---- | -------- |
| 1971 | 13 010   |
| 1981 | 12 238   |
| 1985 | 11 950   |
| 1990 | 11 265   |
| 1995 | 11 802   |
| 2000 | 14 917   |
| 2005 | 16 325   |
| 2010 | 16 911   |

| Anno | Abitanti |
| ---- | -------- |
| 2015 | 17 593   |
| 2016 | 17 883   |
| 2017 | 17 986   |
| 2018 | 18 301   |
| 2019 | 18 657   |
| 2020 | 18 832   |

Fonti dei dati sono nel dettaglio nelle Wikimedia Commons..

## Geografia antropica

### Suddivisioni amministrative
Il territorio comunale comprende le seguenti località, nessuna delle quali possiede lo status ufficiale di frazione (Ortsteil):
- Neuenhagen (centro abitato)
- Bollensdorf
- Elisenhof
- Marienheide
- Wiesengrund

## Infrastrutture e trasporti

### Strade
Il territorio comunale è attraversato dall'autostrada A 10 e lambito dalla strada federale B 1/B 5.

## Amministrazione

### Gemellaggi
- Grünwald
- Friesoythe
- Świebodzin